# Албрехт VI фон Хакеборн
Албрехт VI фон Хакеборн (на немски: Albrecht VI von Hackeborn; † сл. 1368) от род Хакеборн е господар на Хелфта (днес част от Айзлебен), Хакеборн при Ашерслебен в Саксония-Анхалт и „пфандхер“ на Фридебург в Долна Саксония.
Той е син на Албрехт IV фон Хакеборн 'Млади', господар на Хелфта († 1332) и съпругата му София фон Лайзниг († 1323), дъщеря на бургграф Алберо III фон Лайзниг († 1309) и бургграфиня Агнес фон Майсен († сл. 1317), дъщеря на бургграф Майнхер III фон Майсен (1246 – 1308) и София († пр. 1323). Внук е на Албрехт III фон Хелфта-Хакеборн († сл. 1304/1305) и Агнес фон Регенщайн († сл. 1274).
Фамилията прави дарения от имоти на манастир Хелфта до Айзлебен.

## Фамилия
Фридрих IV фон Байхлинген се жени за Рикса фон Шрапелау († сл. 1335), дъщеря на Буркхард фон Шраплау ’Стари’ († 1341) и Луитгард фон Ганз († сл. 1336). Те имат четири деца:
- Албрехт VIII фон Хакеборн († сл. 1412), женен пр. 1363 г. за Ода фон Байхлинген-Ротенбург († ок. 1356), дъщеря на граф Фридрих фон Байхлинген-Ротенбург-Бенделебен († сл. 1356) и Рихца фон Хонщайн-Зондерсхаузен († сл. 1386).
- Мехтилд фон Хакеборн († сл. 1387), омъжена пр. 1370 г. за Херман VI фон Шьонбург-Кримитцшау († 1382)
- Юта фон Хакеборн († сл. 1348, омъжена за фогт Хайнрих III Ройс фон Плауен († 1368)
- Елизабет фон Хакеборн († сл. 1374)